# پاسکال موزیه
پاسکال موزیه (زادهٔ ۶ مهٔ ۲۰۰۸ ‏(۱۷ سال)) بازیکن فوتبال اهل لهستان با اصالت نیجریه است که در حال حاضر برای لگیا ورشو در پست هافبک بازی می‌کند.

## دوران باشگاهی
موزیه در آکادمی فوتبال لگیا ورشو پرورش یافت و تمام رده‌های پایه این باشگاه را پشت سر گذاشت.
در ۱۹ دسامبر ۲۰۲۴، او برای نخستین بار به فهرست تیم در دیداری از لیگ کنفرانس اروپا دعوت شد اما فرصت بازی پیدا نکرد.
در ۱۸ مه ۲۰۲۵، موزیه نخستین بازی خود در اکستراکلاسا را مقابل کراکوویا انجام داد و به عنوان بازیکن تعویضی وارد زمین شد.

## دوران ملی
وی همچنین در تیم‌های ملی فوتبال زیر ۱۶ سال و زیر ۱۷ سال لهستان بازی کرده است.